# Galliard
Galliard was een Britse muziekgroep.
Galliard werd in 1968 opgericht door musici uit de omgeving van Birmingham. De basis werd gevormd door vier musici , waaronder Geoff Brown, Richard Parnell en Carl Palmer in een standaardsamenstelling van band. Om de muziek te kunnen uitvoeren, die ze wilde spelen moest de band uitgebreid worden met een blazerssectie. De band zou eindelijk uit zo’n 10 leden bestaan. De muziek die ze speelde was een combinatie van progressieve rock, psychedelische rock en brassrock. De speelstijl hing tegen Chicago (beginperiode) en Blood, Sweat and Tears aan, maar dan veel meer richting progressieve/psychedelische rock. De band toerde met (wat later) grote bands zouden worden, zoals Mott the Hoople, Strawbs, Black Sabbath en zelfs Led Zeppelin. De band kreeg na kennismaking met Phil Wainman een contract aangeboden door Deram Records voor twee albums. Wainman was drummer, manager van de Bay City Rollers en betrokken bij The Sweet. Voor Galliard, dat nog speelde met Hawkwind, Alexis Corner en High Tide hield het na twee studioalbums op. Ze speelde ook op concerten onder de naam Nova Night samen met Egg; Nova was een kortlopend sublabel van Deram Records.
Delen van de blazerssectie belandden bij Ashton, Gardner & Dyke en later bij de Keef Heartly Band en John Miles. Restanten van de band gingen verder als Muscles, een funkband. Ze stapten uiteindelijke allemaal uit de muziekwereld, gedesillusioneerd door gebrek aan waardering en inzet van het management. Parnell was nog even technicus bij Electric Light Orchestra.

## Discografie
- Strange Pleasure (1969)
- New Dawn (1970)